# Gymnaspis affinis
Gymnaspis affinis är en insektsart som beskrevs av Ramakrishna Ayyar 1930. Gymnaspis affinis ingår i släktet Gymnaspis och familjen pansarsköldlöss. Inga underarter finns listade i Catalogue of Life.